# Avenue Édouard-Vaillant (Le Pré-Saint-Gervais)
Pour les articles homonymes, voir Avenue Édouard-Vaillant.
L'avenue Édouard-Vaillant est une voie de la commune française du Pré-Saint-Gervais.

## Origine du nom

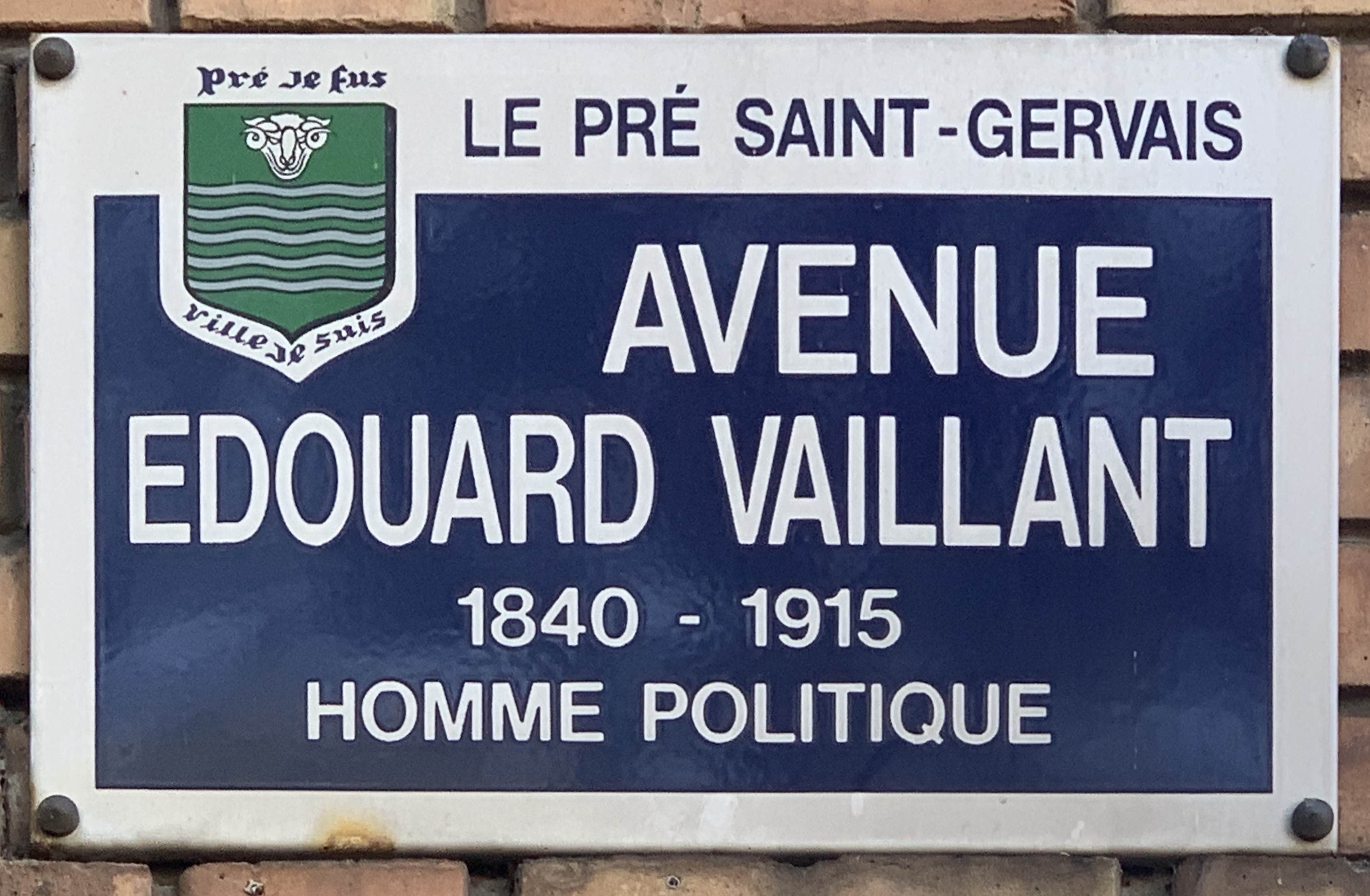
Plaque Avenue Édouard Vaillant.

Cette avenue a été nommée en hommage à Édouard Vaillant (1840-1915), homme politique français.

## Historique

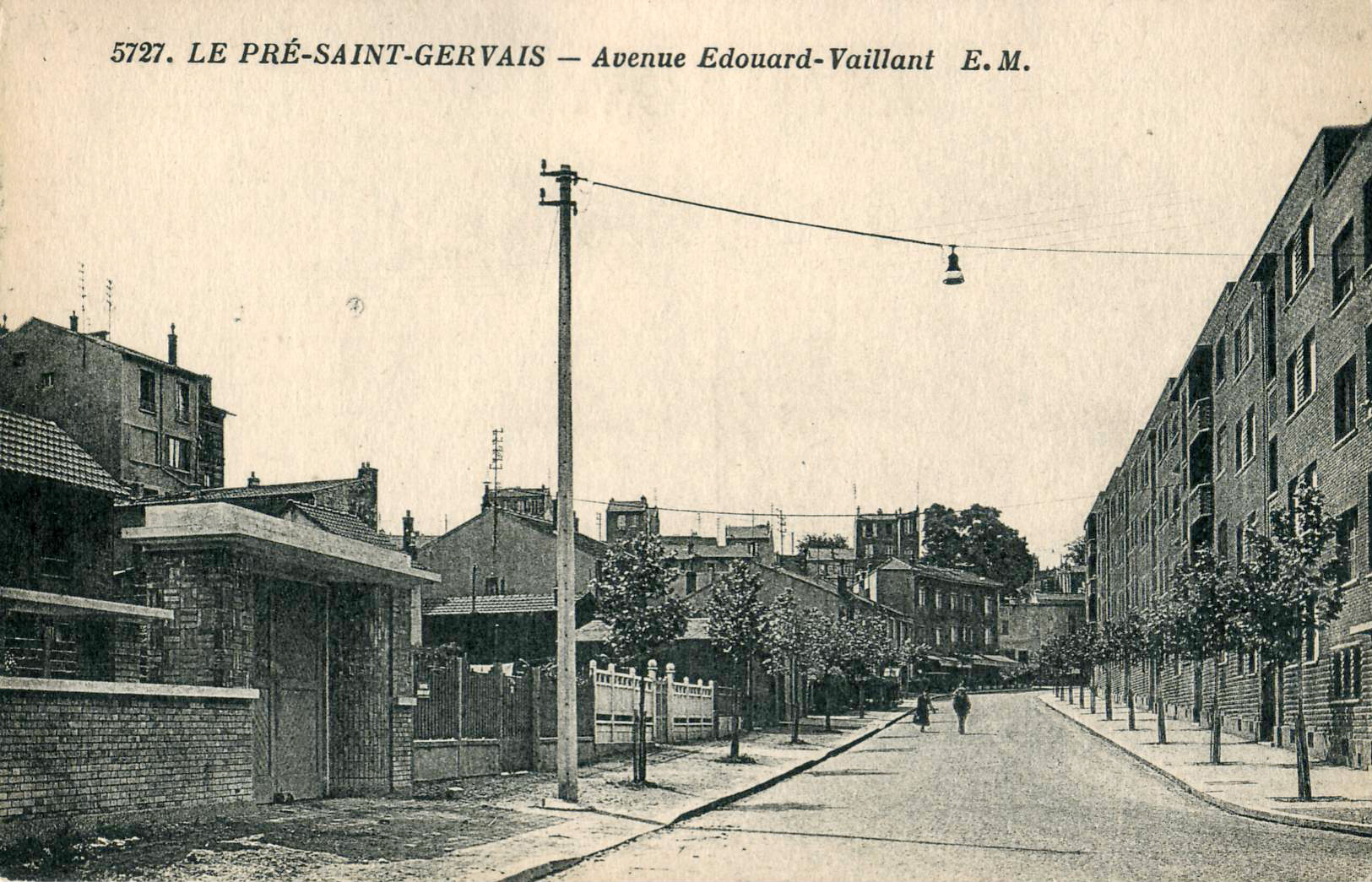
Le Pré-Saint-Gervais - Avenue Édouard-Vaillant, vers 1900.

Le relief de cette avenue suit le tracé du réseau hydrographique mis en place au XIIe siècle pour alimenter en eau des abbayes et la capitale, probablement en suivant d'anciennes canalisations romaines.

## Bâtiments remarquables et lieux de mémoire

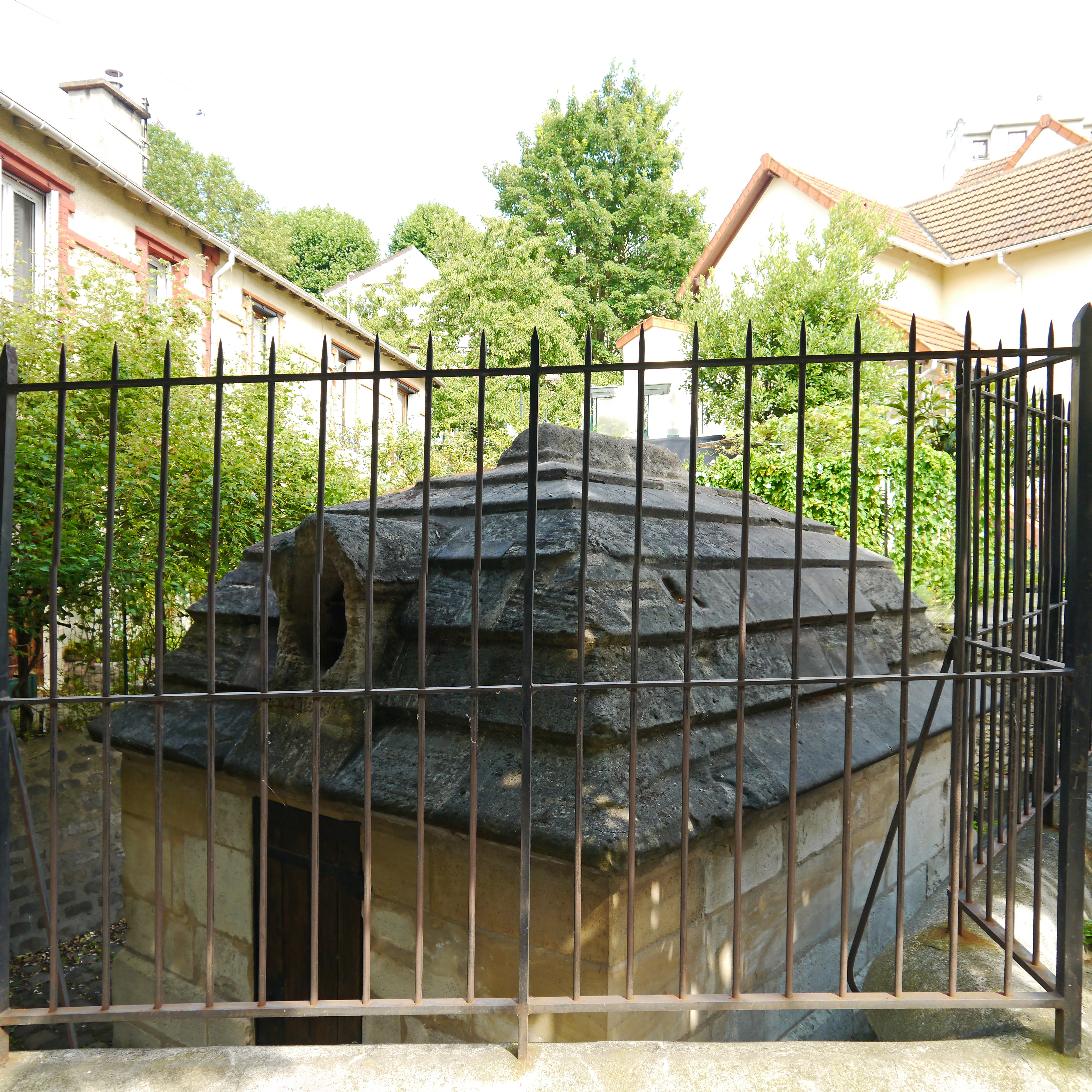
Le regard du Trou-Morin en 2012.

- Regard du Trou-Morin, à l'angle de la sente des Cornettes, et  qui donne sur l'aqueduc des « sources du Nord »[2],[3]. Probablement datant du Moyen Âge, il a été restauré au XVIe siècle, puis en 2004. Les eaux du Pré-Saint-Gervais provenant des versants de Romainville y étaient drainées vers Paris[4].
- Stade Léo-Lagrange et gymnase Séverine[5].
- À l'angle de la place Séverine, cité-jardin[6],[7],[8], créée dans les années 1930 à l'initiative de Henri Sellier[9].